# Reserva ecológica del Pedregal de San Ángel

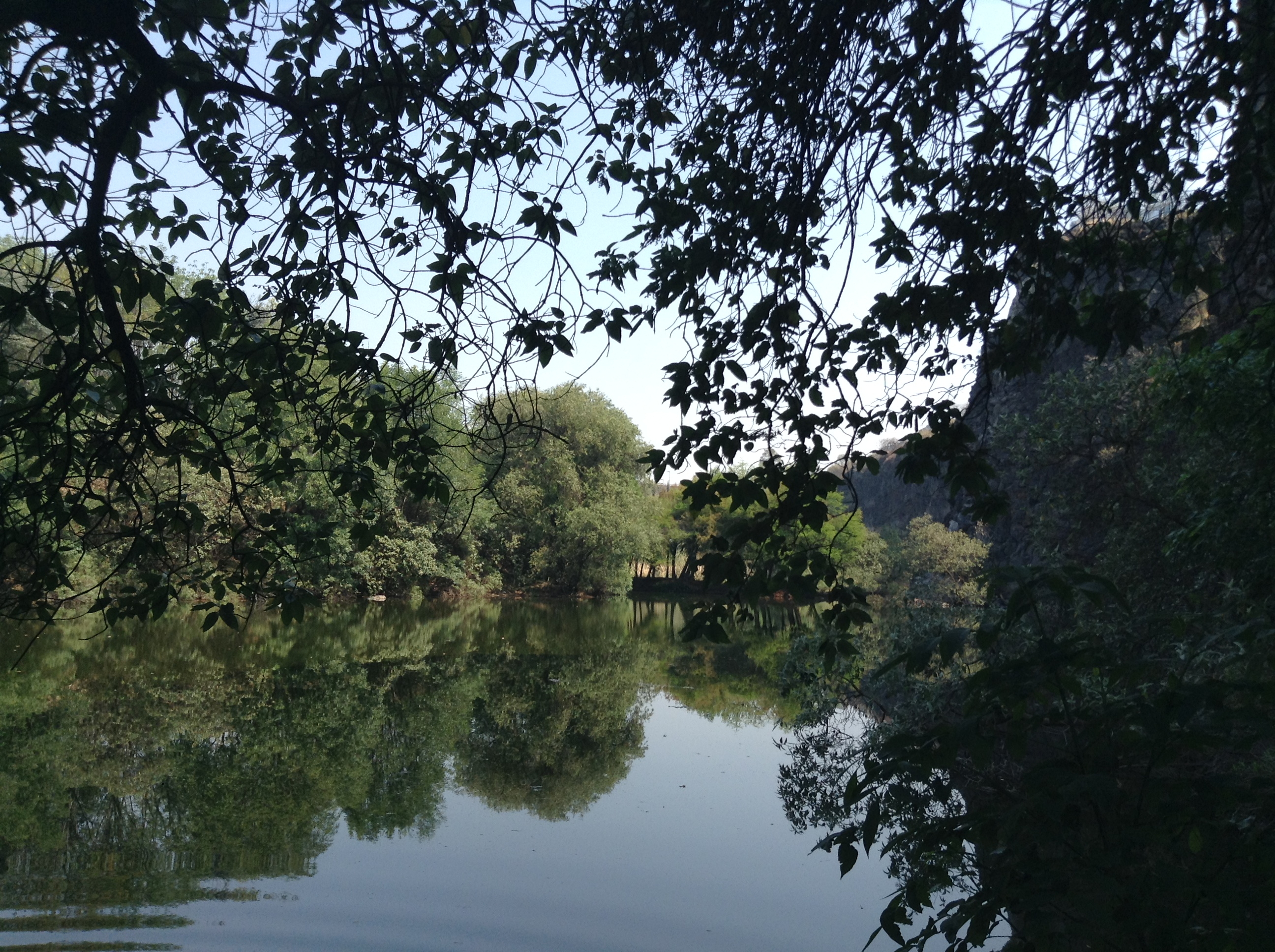
Cuerpo de agua perteneciente a la cantera oriente. CU

La Reserva Ecológica del Pedregal de San Ángel (REPSA) de Ciudad Universitaria es un área protegida que se encuentra en el campus central de la Universidad Nacional Autónoma de México (UNAM), Ciudad de México.
Es una reserva de carácter urbano particular por su biodiversidad, geomorfología, de gran valor paisajístico. Está protegida por una universidad, lo cual garantiza un conocimiento ejemplar a través de las numerosas instituciones dedicadas a la investigación y divulgación científica. El lecho de roca basáltica posee un alto valor biológico, ecológico y geomorfológico ya que permite recargar los mantos acuíferos, mantiene la humedad y la calidad del aire, y contribuye a amortiguar los cambios de temperatura en el microclima. La vegetación es de un matorral xerófilo con marcada estacionalidad. Actualmente cuenta con una extensión de 237.33 hectáreas, que comprenden tres zonas núcleo y 13 zonas de amortiguamiento.

## Historia
El ecosistema se originó aproximadamente en el año 280 d. C. debido a la erupción del volcán Xitle. La lava de este volcán cubrió 80 km², destruyendo los ecosistemas existentes y dejando un área de roca basáltica sin vegetación. Con el paso del tiempo, la acumulación de capas de suelo permitió que se estableciera y creciera una gran diversidad de plantas, dando lugar a un nuevo ecosistema conocido como "matorral de palo loco". Hasta mediados del siglo XX, este ecosistema permaneció intacto debido a que era de difícil acceso, pero a partir de entonces se empezó a fraccionar para construir casas dentro del derrame de lava, lo cual condujo a la destrucción de gran parte del mismo. Actualmente se pueden encontrar cerca de nueve afloramientos, relativamente grandes. 
La Reserva fue decretada, como tal, en 1983, tras una movilización de estudiantes agrupados en el Comité de Defensa del Pedregal. La UNAM decidió establecer 124.5 ha como zona ecológica inafectable.  El 2 de junio de 2005 fue reestructurada y alcanzó su extensión y configuración actual.
Actualmente es administrada por la Secretaría Ejecutiva de la Reserva Ecológica del Pedregal de San Ángel.

## Topografía
La topografía de la reserva es heterogénea por diversas razones, pero una peculiaridad es que al enfriarse la lava se formaron burbujas dentro de la roca que, con el tiempo y los cambios de temperatura se colapsaron creando cuevas, oquedades y grietas irregulares. Estas irregularidades del terreno permitieron la formación de micro-ambientes que se diferencian por la cantidad de suelo, humedad y temperatura, cada uno con su propia biodiversidad. Gracias a ello la REPSA protege un peculiar ecosistema en el corazón de Ciudad Universitaria.

## Flora
La vegetación en la reserva tiene una estacionalidad muy marcada: una de secas (de noviembre a mayo, aproximadamente) y otra de lluvias (de junio a octubre). Durante la época lluviosa la vegetación es abundante, la mayoría de las plantas presentan frutos, vainas, drupas y sámaras. La vegetación va disminuyendo conforme avanzan los meses secos.
A pesar de que el área ocupada por la reserva es relativamente pequeña, hay una gran diversidad de plantas (enlace roto disponible en Internet Archive; véase el historial, la primera versión y la última).. Esto se debe a los micro ambientes que se forman en la roca en donde se establecen y viven distintas especies. A la fecha se han reportado 377 especies de plantas con flor, 67 de helechos y musgos y 30 de líquenes.

## Fauna

### Mamíferos
Se han reportado 30 especies de mamíferos. Archivado el 2 de abril de 2016 en Wayback Machine.. La mayoría de ellos son roedores y murciélagos (13 y 12 especies respectivamente). También hay cacomixtles, tlacuaches, conejos castellanos y zorra gris. Además viven especies introducidas, como perros, gatos y ratas.

### Reptiles
Hay 20 especies de reptiles Archivado el 2 de abril de 2016 en Wayback Machine.; tres especies de lagartijas y seis de culebras, y una especie de víbora de cascabel. Esta última destaca por su importancia en el ecosistema como depredador. Es una especie abundante, por lo que también es de importancia médica pues es venenosa.

### Anfibios
Hay tres especies de anfibios asociados a los cuerpos de agua subterráneos y superficiales: una de salamandras y dos de ranas (una endémica). 

### Aves
En la REPSA se pueden observar hasta 138 especies de aves Archivado el 2 de abril de 2016 en Wayback Machine., de las cuales 64 (43%) son migratorias. La mayoría de estas aves se alimentan de insectos. Destacan algunas especies de colibríes y aves rapaces como el milano picogarfio(Chondrohierax uncinatus).

## artrópodos
Destacando que también se han reportado 800 especies de artrópodos, arácnidos, insectos, crustáceos. 
habiendo registrado más de 50 especies de mariposas y arañas.

## Esculturas
Dentro de los límites de la REPSA se colocó una colección de siete esculturas, parte de un proyecto de Federico Silva de 1977. El proyecto se inició antes de que se decretara área protegida y fue en ese tiempo que se construyó la más grande, conocida como Espacio Escultórico.  Se trata de un círculo de 120 m de diámetro formado por prismas triangulares. Las otras esculturas están dentro del llamado paseo de las esculturas, que forma parte de las áreas de amortiguamiento de la REPSA.

## Divulgación

### Senda Ecológica de la REPSA
La Senda Ecológica se encuentra en el exterior de Universum.  El acceso es por el estacionamiento norte del museo. La Senda representa un recurso para que niños, jóvenes y adultos realicen prácticas sobre educación ambiental y observaciones acerca del tipo de vegetación local, de los animales que habitan y geología del lugar. Se encuentra ubicada en el exterior de Universum, Museo de las Ciencias de la Universidad Nacional Autónoma de México, donde se dan visitas guiadas dirigidas por jóvenes universitarios. 
En todo el recorrido se observa la superficie de los flujos volcánicos y su compleja organización en diversas unidades de diferentes tamaños. Las grietas abiertas en forma de “V” que separan la superficie vesicular de los flujos, resultan de la deformación de la corteza durante procesos de inflación. El carácter ecológico del recorrido radica en la observación sobre el pedregal. La superficie irregular de las lavas, así como la multitud de grietas, proveen condiciones favorables para el crecimiento de diversas plantas y presencia de fauna.
Además, puede verse una columna de 4.5m de alto con un domo, que corresponde a una estación GPS (Global Positioning System) del Departamento de Sismología del Instituto de Geofísica de la UNAM. Anclado en la roca, este equipo registra continuamente la elevación del terreno con una precisión milimétrica. Estos datos son utilizados para el estudio de la deformación de la corteza terrestre en esta porción del país.

## Problemáticas
Una de las principales problemáticas que enfrenta la Reserva Ecológica del Pedregal de San Ángel (REPSA) de Ciudad Universitaria es la constante amenaza a su integridad natural por actividades de los seres humanos, que ya han empezado a afectar sus 3 zonas núcleo y sus 13 zonas de amortiguamiento, como contaminación por basura (desechos), fauna invasora, y el constante peligro que sus espacios se vean reducidos por nuevas construcciones en el mismo campus universitario.